# Castell de Mito
El Castell Mito (水戸城, Mito-jō) va ser un castell japonès situat entre el riu Naka i el llac Senba a la ciutat de Mito, a la Prefectura d'Ibaraki, Japó.

## Història
Baba Sukemoto va construir el primer castell el 1214 i es va conèixer com a Castell Baba. El clan Baba va continuar governant durant uns 200 anys fins que va ser conquerit el 1416 per Edo Michifusa. Després de la presa efectuada pel clan Edo es va ampliar el castell i va ser rebatejat com Castell Mito.

### Període Azuchi-Momoyama
El 1590, Satake Yoshinobu primer dàimio aliat de Toyotomi Hideyoshi es va apoderar del Castell Mito. Va continuar governant aquest castell fins després de la batalla de Sekigahara, en la qual Satake Yoshinobu va romandre neutral, per la qual cosa va ser remogut al Castell Kubota en l'actual prefectura d'Akita per Tokugawa Ieyasu.
En aquest punt, un fill de Tokugawa Ieyasu, Takeda Nobuyoshi passar a ser el dàimio del Castell Mito fins a la seva mort el 1602.

### Període Edo
Tokugawa Yorinobu ser un dàimio japonès fill de Tokugawa Ieyasu. El 8 de desembre de 1603, Yorinobu va rebre el Domini de Mito, va ser la seva feu fins a l'any 1609.
Els Tokugawa van governar sobre el Castell Mito fins a la Restauració Meiji. El castell a excepció d'una yagura de tres pisos i la porta del yakuimon, van ser destruïts durant el Període Meiji.
El 2 d'agost del 1945, la ciutat de Mito va ser bombardejada. Al voltant de 3/4 de la ciutat va ser cremada en la Segona Guerra Mundial. El castell va formar part de la zona cremada.

### El dia d'avui
Avui dia només hi ha ruïnes de l'antic castell, roman en peu la porta d'entrada (Yakuimon, 薬 医 門) i es poden observar alguns dels fossats que envoltaven el castell.
Davant el lloc, està l'històric centre educacional Kodokan creat per l'escola de Mito i més al seu voltant hi ha diversos establiments d'educació moderns que tenen les portes i les tanques fetes a l'estil pròpies de les d'un castell.
Existeixen plans a la ciutat de Mito, per reconstruir el castell.

## Domini del castell
Al llarg de la història diversos clans han tingut el control del castell.
- 1214 – 1416 Clan Baba.
- 1416 – 1590 Clan Edo.
- 1590 – 1602 Clan Satake .
- 1602 – 1603 Clan Takeda , mida del domini 150.000 koku.
- 1603 – 1609 Clan Tokugawa , mida del domini 200.000 koku.
- 1609 – 1869 Clan Mito – Tokugawa , mida del domini 250.000 → 350.000 koku.